# Robert Adams (sculptor)
Robert Adams (n. Northampton 1917 – d. 1984) a fost un sculptor, activ la Londra, reprezentant de frunte al plasticii abstracte din Marea Britanie. Înrâurit de H. Moore și J. Gonzalez, a debutat cu lucrări în lemn, trecând apoi la piatră, metal și beton; a realizat structuri armonioase, pline de forță, înrudite cu arhitectura. Printre operele sale reprezentative se numără „Zidul-relief”, lung de 22 m, din cuburi de beton, creat pentru Teatrul din Gelsenkirchen, Germania, în 1957.